# La giornata d'uno scrutatore
La giornata d'uno scrutatore è un romanzo pubblicato da Italo Calvino nel 1963.
Racconto (o romanzo breve) pensoso e sofferto (Calvino impiegò dieci anni a realizzarlo - dal ‘53 al ‘63), mostra tutti i sintomi di una crisi su diversi fronti, uno dei quali è quello dell'impegno politico dell'autore.

## Trama
Il romanzo racconta la giornata che Amerigo Ormea, intellettuale comunista, passa come scrutatore durante le elezioni del 1953 alla Piccola Casa della Divina Provvidenza "Cottolengo" di Torino, un istituto religioso dove sono ricoverati migliaia di minorati fisici e mentali. Lo scopo di Amerigo è di impedire che persone (probabilmente incapaci di intendere e volere) siano indotte dai religiosi che li assistono a votare per la DC; però la vista di tanti infelici confinati in quel mondo parallelo non può che scuotere la coscienza di Amerigo, il quale entra in crisi e, alla fine della giornata, si ritroverà ad essere un uomo diverso.
Il racconto si svolge tutto in una sola giornata, ed è praticamente ambientato solo all'interno del Cottolengo; lì Amerigo assiste all'incredibile sfilata dei votanti che sono tutti individui "fuori dalla norma", sono persone malate e con gravi deformità che colpiscono molto il protagonista e lo inducono a una serie di riflessioni e pensieri per lui completamente nuovi. Si chiede se sia giusto che questi uomini possano votare o essere aiutati a votare, si chiede cosa sia l'umano, fino a che punto arrivi l'umano e fino a che punto un malato molto grave e deformato del "Cottolengo" possa essere definito uomo. L'unica risposta che trova è nell'amore, L'umano arriva dove arriva l'amore; non ha confini se non quelli che gli diamo.

## Genesi del libro
La giornata di uno scrutatore è un libro autobiografico: l'intellettuale Amerigo Ormea è un alter ego dell'autore. È lo stesso Calvino, nell'incipit del libro, ad affermare che l'idea di scrivere quest'opera gli venne per la prima volta con le elezioni del 7 giugno 1953:

## Edizioni
- La giornata di uno scrutatore, Collana I Coralli n.175, Torino, 1963, pp.98. [con risvolto di copertina dell'autore]
- La giornata di uno scrutatore, Collana Nuovi Coralli n.100, Torino, Einaudi, 1974, pp.98.
- La giornata di uno scrutatore, Collana I libri di Italo Calvino n.IV, Milano, Mondadori, 1990, ISBN 978-88-043-3515-3.
- in Romanzi e racconti Vol.II, Collezione I Meridiani, Milano, Mondadori, 1992, pp. 3-78.
- La giornata di uno scrutatore, Collana Oscar Opere di Italo Calvino n.13, Milano, Mondadori, 1994, ISBN 978-88-043-7989-8. - Con uno scritto di Guido Piovene, Collana Oscar, Mondadori, 2011; Collana Oscar Moderni n.41, Mondadori, 2016, ISBN 978-88-046-6788-9.

Il libro inoltre è stato tradotto in tedesco, danese, francese, spagnolo, turco, polacco, portoghese e catalano.